# アンドレイ・ジェコフ
アンドレイ・ジェコフ（ブルガリア語: Андрей Жеков、1980年3月12日 - ）は、ブルガリアの元男子バレーボール選手。ソフィア出身。ポジションはセッター。元ブルガリア代表。

## 来歴
1999年、ブルガリアリーグのレフスキ・ソフィアへ入団し、4度のリーグ優勝とブルガリアカップ優勝を経験。2006年にロシアスーパーリーグのネフチャニク・ウファでプレーし、翌年ギリシャリーグのEAパトラへ移籍した。
ブルガリア代表のセッターに選出され、準決勝へ進出した2006年ワールドリーグでベストセッター賞を受賞。同年世界選手権、2007年ワールドカップでそれぞれ銅メダルを獲得し、2008年北京オリンピックに出場した。2009年からナショナルチームのキャプテンを務めていたが、2012年に監督交代とほぼ同時に代表引退。
2014年の世界選手権（キャプテンはトドル・アレクシエフ）で代表復帰となった。

## 球歴
ナショナルチーム代表歴
- オリンピック - 2008年（5位）
- 世界選手権 - 2006年（銅メダル）
- ワールドカップ - 2007年（銅メダル）
- ワールドリーグ - 2006年、2007年、2008年、2009年

クラブチーム優勝歴
- ブルガリアリーグ - 2003年、2004年、2005年、2006年
- ブルガリアカップ - 2002年、2003年、2005年、2006年

## 所属クラブ
- レフスキ・ソフィア （1999-2006年）
- ネフチャニク・ウファ （2006-2007年）
- EAパトラ （2007-2010年）
- Olympiacos（2010年）
- ガラタサライ（2010-2011年）
- ピアチェンツァ（2011-2012年）
- Tomis Constanța（2013-2014年）
- Levski Ball（2015-2016年）
- Arcada Galați（2017年）
- ベジクタシュ（2017年）